# Літературна інквізиція
Літерату́рна інквізи́ція (кит.: 文字獄; піньїнь: wénzìyù; літ.: 'кара за ієрогліфи') or зло́чин слів (кит.: 以言入罪) — переслідування державою інтелектуалів та їхніх праць в імператорському Китаї 14 — 19 століття. Мала місце в усіх династіях Китаю. Особливого розмаху набула за часів Цін. Переслідування велися за текст, фразу, слово або натяки, які правитель визнавав образливими чи небезпечними для державного устрою. Справи відкривалися за порушення табу на імена. В особливих випадках каралися не лише автори творів чи слів, але і їхні сім'ї та родичі. У 1774–1784 роках, за правління цінського імператора Хунлі, було заборонено понад 2,3 тисячі видань, спалено 14 тисяч книг.